# Copa Mercosur 1998
De Copa Mercosur 1998 was de eerste editie van deze voetbalcompetitie. Dit toernooi was in het leven geroepen om meer televisie-inkomsten te genereren voor de Zuid-Amerikaanse topclubs na het opheffen van de Supercopa Sudamericana. Het toernooi stond enkel open voor ploegen uit ploegen uit de vijf zuidelijke landen van Zuid-Amerika: Argentinië, Brazilië, Chili, Paraguay en Uruguay. Ploegen uit het noorden van het continent speelden in de tegenhanger van dit toernooi, de Copa Merconorte. De winnaar werd SE Palmeiras uit Brazilië, dat in de finale landgenoot Cruzeiro EC versloeg.

## Deelnemers
Voor de eerste editie werden twintig topclubs uit de vijf deelnemende landen uitgenodigd, op basis van (historische en huidige) sportieve resultaten en commerciële belangen. Brazilië kreeg zeven deelnemers, Argentinië vijf, Chili drie en Uruguay en Paraguay allebei twee.
Aan het toernooi deden dertien van de zeventien voormalige winnaars van de Copa Libertadores mee, waaronder alle voormalige winnaars van de Supercopa Sudamericana. De volgende teams werden uitgenodigd voor de eerste Copa Mercosur:
| Land                          | Deelnemer                 | Landstitels | Titels Copa Libertadores                     | Titels Supercopa Sudamericana |
| ----------------------------- | ------------------------- | ----------- | -------------------------------------------- | ----------------------------- |
| Brazilië (CBF) 7 deelnemers   | SC Corinthians Paulista   | 1           | geen                                         | geen                          |
| Brazilië (CBF) 7 deelnemers   | Cruzeiro EC               | 1           | 2 (1976, 1997)                               | 2 (1991, 1992)                |
| Brazilië (CBF) 7 deelnemers   | CR Flamengo               | 4           | 1 (1981)                                     | geen                          |
| Brazilië (CBF) 7 deelnemers   | Grêmio FBPA               | 2           | 2 (1983 1995)                                | geen                          |
| Brazilië (CBF) 7 deelnemers   | SE Palmeiras              | 8           | geen                                         | geen                          |
| Brazilië (CBF) 7 deelnemers   | São Paulo FC              | 3           | 2 (1992, 1993)                               | 1 (1993)                      |
| Brazilië (CBF) 7 deelnemers   | CR Vasco da Gama          | 3           | 1 (1948)                                     | geen                          |
| Argentinië (AFA) 6 deelnemers | CA Boca Juniors           | 22          | 2 (1977, 1978)                               | 1 (1989)                      |
| Argentinië (AFA) 6 deelnemers | CA Independiente          | 15          | 7 (1964, 1965, 1972, 1973, 1974, 1975, 1984) | 2 (1994, 1995)                |
| Argentinië (AFA) 6 deelnemers | Racing Club               | 15          | 1 (1967                                      | 1 (1988)                      |
| Argentinië (AFA) 6 deelnemers | CA River Plate            | 29          | 2 (1986, 1996)                               | 1 (1997)                      |
| Argentinië (AFA) 6 deelnemers | CA San Lorenzo de Almagro | 12          | geen                                         | geen                          |
| Argentinië (AFA) 6 deelnemers | CA Vélez Sarsfield        | 5           | 1 (1994)                                     | 1 (1996)                      |
| Chili (FFCh) 3 deelnemers     | CSD Colo-Colo             | 21          | 1 (1991                                      | geen                          |
| Chili (FFCh) 3 deelnemers     | CD Universidad Católica   | 7           | geen                                         | geen                          |
| Chili (FFCh) 3 deelnemers     | Club Universidad de Chile | 9)          | geen                                         | geen                          |
| Paraguay (APF) 2 deelnemers   | Club Cerro Porteño        | 24          | geen                                         | geen                          |
| Paraguay (APF) 2 deelnemers   | Club Olimpia              | 35          | 2 (1979, 1990)                               | 1 (1990)                      |
| Uruguay (AUF) 2 deelnemers    | Club Nacional de Football | 35          | 3 (1971, 1980, 1984)                         | geen                          |
| Uruguay (AUF) 2 deelnemers    | CA Peñarol                | 43          | 5 (1960, 1961, 1966, 1982, 1987)             | geen                          |

## Toernooi-opzet
De twintig deelnemende clubs werden verdeeld in vijf groepen van vier teams. In de groepsfase speelde elk team twee keer (thuis en uit) tegen de drie tegenstanders. De groepswinnaars plaatsten zich voor de knock-outfase, samen met drie beste nummers twee. De kwartfinales en de halve finales bestonden uit een thuis- en een uitduel. Het team dat de meeste doelpunten maakte plaatste zich voor de volgende ronde. Bij een gelijke stand werden er strafschoppen genomen. De finale werd in een soort best-of-three gespeeld: indien beide ploegen één duel wonnen (of beide duels eindigden gelijk), dan werd er een beslissingswedstrijd gespeeld.
De slechtst presterende ploeg van elk land zou volgend jaar vervangen worden door de regerend kampioen van dat land.

### Groepsfase
De groepsfase vond plaats tussen 29 juli en 15 oktober. De groepswinnaars plaatsten zich voor de kwartfinales, samen met de drie beste nummers twee.

#### Groep A
| Datum   | Team        | Score | Team        |
| ------- | ----------- | ----- | ----------- |
| 29 juli | San Lorenzo | 2 - 1 | Cruzeiro    |
| 30 juli | São Paulo   | 1 - 0 | Colo-Colo   |
| 18 aug. | San Lorenzo | 3 - 0 | Colo-Colo   |
| 20 aug. | Cruzeiro    | 5 - 1 | São Paulo   |
| 3 sep.  | Colo-Colo   | 2 - 1 | Cruzeiro    |
| 3 sep.  | São Paulo   | 2 - 1 | San Lorenzo |
| 17 sep. | Cruzeiro    | 2 - 1 | San Lorenzo |
| 17 sep. | Colo-Colo   | 2 - 1 | São Paulo   |
| 30 sep. | São Paulo   | 1 - 1 | Cruzeiro    |
| 1 okt.  | Colo-Colo   | 1 - 1 | San Lorenzo |
| 15 okt. | San Lorenzo | 3 - 2 | São Paulo   |
| 15 okt. | Cruzeiro    | 5 - 0 | Colo-Colo   |

| Nr. | Club                 | Wedstrijden | Wedstrijden | Wedstrijden | Wedstrijden | Doelpunten | Doelpunten | Doelpunten | Punten |
| --- | -------------------- | ----------- | ----------- | ----------- | ----------- | ---------- | ---------- | ---------- | ------ |
| Nr. | Club                 | G           | W           | G           | V           | V          | T          | Saldo      | Punten |
| 1   | Cruzeiro EC          | 6           | 3           | 1           | 1           | 15         | 7          | +8         | 10     |
| 2   | CA San Lorenzo de A. | 6           | 3           | 1           | 2           | 11         | 8          | +3         | 10     |
| 3   | São Paulo FC         | 6           | 2           | 1           | 3           | 8          | 12         | −4         | 7      |
| 4   | CSD Colo-Colo        | 6           | 2           | 1           | 3           | 5          | 12         | −7         | 7      |

#### Groep B
| Datum   | Team                 | Score | Team                 |
| ------- | -------------------- | ----- | -------------------- |
| 29 juli | Palmeiras            | 2 - 1 | Independiente        |
| 29 juli | Nacional             | 1 - 0 | Universidad de Chile |
| 11 aug. | Universidad de Chile | 3 - 0 | Independiente        |
| 19 aug. | Nacional             | 0 - 5 | Palmeiras            |
| 2 sep.  | Independiente        | 4 - 3 | Nacional             |
| 2 sep.  | Universidad de Chile | 1 - 2 | Palmeiras            |
| 16 sep. | Universidad de Chile | 1 - 3 | Nacional             |
| 16 sep. | Independiente        | 0 - 3 | Palmeiras            |
| 1 okt.  | Palmeiras            | 3 - 1 | Nacional             |
| 1 okt.  | Independiente        | 6 - 2 | Universidad de Chile |
| 13 okt. | Nacional             | 2 - 1 | Independiente        |
| 13 okt. | Palmeiras            | 1 - 0 | Universidad de Chile |

| Nr. | Club                | Wedstrijden | Wedstrijden | Wedstrijden | Wedstrijden | Doelpunten | Doelpunten | Doelpunten | Punten |
| --- | ------------------- | ----------- | ----------- | ----------- | ----------- | ---------- | ---------- | ---------- | ------ |
| Nr. | Club                | G           | W           | G           | V           | V          | T          | Saldo      | Punten |
| 1   | SE Palmeiras        | 6           | 6           | 0           | 0           | 16         | 3          | +13        | 18     |
| 2   | Club Nacional de F. | 6           | 3           | 0           | 3           | 10         | 14         | −4         | 9      |
| 3   | CA Independiente    | 6           | 2           | 0           | 4           | 12         | 15         | −3         | 6      |
| 4   | Club Univ. de Chile | 6           | 1           | 0           | 5           | 7          | 13         | −7         | 3      |

#### Groep C
| Datum   | Team        | Score | Team        |
| ------- | ----------- | ----- | ----------- |
| 30 juli | Olimpia     | 2 - 2 | Corinthians |
| 4 aug.  | Peñarol     | 1 - 1 | Racing      |
| 18 aug. | Corinthians | 1 - 2 | Racing      |
| 20 aug. | Olimpia     | 4 - 2 | Peñarol     |
| 1 sep.  | Racing      | 1 - 0 | Olimpia     |
| 1 sep.  | Corinthians | 1 - 1 | Peñarol     |
| 15 sep. | Racing      | 0 - 0 | Peñarol     |
| 15 sep. | Corinthians | 1 - 2 | Olimpia     |
| 29 sep. | Racing      | 1 - 0 | Corinthians |
| 29 sep. | Peñarol     | 2 - 3 | Olimpia     |
| 14 okt. | Olimpia     | 2 - 4 | Racing      |
| 14 okt. | Peñarol     | 0 - 2 | Corinthians |

| Nr. | Club                    | Wedstrijden | Wedstrijden | Wedstrijden | Wedstrijden | Doelpunten | Doelpunten | Doelpunten | Punten |
| --- | ----------------------- | ----------- | ----------- | ----------- | ----------- | ---------- | ---------- | ---------- | ------ |
| Nr. | Club                    | G           | W           | G           | V           | V          | T          | Saldo      | Punten |
| 1   | Racing Club             | 6           | 4           | 2           | 0           | 9          | 4          | +5         | 14     |
| 2   | Club Olimpia            | 6           | 3           | 1           | 2           | 13         | 12         | +1         | 10     |
| 3   | SC Corinthians Paulista | 6           | 1           | 2           | 3           | 7          | 8          | −1         | 5      |
| 4   | CA Peñarol              | 6           | 0           | 3           | 3           | 6          | 11         | −5         | 3      |

#### Groep D
| Datum   | Team            | Score | Team            |
| ------- | --------------- | ----- | --------------- |
| 29 juli | Flamengo        | 2 - 0 | Cerro Porteño   |
| 5 aug.  | Boca Juniors    | 0 - 1 | Vélez Sarsfield |
| 19 aug. | Vélez Sarsfield | 1 - 0 | Flamengo        |
| 19 aug. | Cerro Porteño   | 3 - 2 | Boca Juniors    |
| 2 sep.  | Flamengo        | 0 - 2 | Boca Juniors    |
| 3 sep.  | Cerro Porteño   | 2 - 2 | Vélez Sarsfield |
| 17 sep. | Vélez Sarsfield | 2 - 1 | Boca Juniors    |
| 17 sep. | Cerro Porteño   | 2 - 3 | Flamengo        |
| 30 sep. | Flamengo        | 2 - 0 | Vélez Sarsfield |
| 30 sep. | Boca Juniors    | 3 - 1 | Cerro Porteño   |
| 13 okt. | Vélez Sarsfield | 1 - 1 | Cerro Porteño   |
| 14 okt. | Boca Juniors    | 3 - 0 | Flamengo        |

| Nr. | Club               | Wedstrijden | Wedstrijden | Wedstrijden | Wedstrijden | Doelpunten | Doelpunten | Doelpunten | Punten |
| --- | ------------------ | ----------- | ----------- | ----------- | ----------- | ---------- | ---------- | ---------- | ------ |
| Nr. | Club               | G           | W           | G           | V           | V          | T          | Saldo      | Punten |
| 1   | CA Vélez Sarsfield | 6           | 3           | 2           | 1           | 7          | 6          | +1         | 11     |
| 2   | CA Boca Juniors    | 6           | 3           | 0           | 3           | 11         | 7          | +4         | 9      |
| 3   | CR Flamengo        | 6           | 3           | 0           | 3           | 7          | 8          | −1         | 9      |
| 4   | Club Cerro Porteño | 6           | 1           | 2           | 3           | 9          | 13         | −4         | 5      |

#### Groep E
| Datum   | Team                 | Score | Team                 |
| ------- | -------------------- | ----- | -------------------- |
| 30 juli | Grêmio               | 2 - 3 | River Plate          |
| 30 juli | Universidad Católica | 1 - 1 | Vasco da Gama        |
| 18 aug. | Vasco da Gama        | 1 - 0 | Grêmio               |
| 20 aug. | River Plate          | 1 - 1 | Universidad Católica |
| 1 sep.  | Grêmio               | 5 - 1 | Universidad Católica |
| 3 sep.  | River Plate          | 1 - 1 | Vasco da Gama        |
| 15 sep. | Universidad Católica | 1 - 1 | Grêmio               |
| 16 sep. | Vasco da Gama        | 0 - 0 | River Plate          |
| 29 sep. | Universidad Católica | 2 - 0 | River Plate          |
| 29 sep. | Grêmio               | 1 - 0 | Vasco da Gama        |
| 14 okt. | Vasco da Gama        | 1 - 0 | Universidad Católica |
| 15 okt. | River Plate          | 3 - 1 | Grêmio               |

| Nr. | Club              | Wedstrijden | Wedstrijden | Wedstrijden | Wedstrijden | Doelpunten | Doelpunten | Doelpunten | Punten |
| --- | ----------------- | ----------- | ----------- | ----------- | ----------- | ---------- | ---------- | ---------- | ------ |
| Nr. | Club              | G           | W           | G           | V           | V          | T          | Saldo      | Punten |
| 1   | CA River Plate    | 6           | 2           | 3           | 1           | 8          | 7          | +1         | 9      |
| 2   | CR Vasco da Gama  | 6           | 2           | 3           | 1           | 4          | 3          | +1         | 9      |
| 3   | Grêmio FBPA       | 6           | 2           | 1           | 3           | 10         | 9          | +1         | 7      |
| 4   | CD Univ. Católica | 6           | 1           | 3           | 2           | 6          | 9          | −3         | 6      |

#### Rangschikking tweede plaatsen
| Nr. | Club                    | Wedstrijden | Wedstrijden | Wedstrijden | Wedstrijden | Doelpunten | Doelpunten | Doelpunten | Punten |
| --- | ----------------------- | ----------- | ----------- | ----------- | ----------- | ---------- | ---------- | ---------- | ------ |
| Nr. | Club                    | G           | W           | G           | V           | V          | T          | Saldo      | Punten |
| 1   | CA San Lorenzo (A)      | 6           | 3           | 1           | 2           | 11         | 8          | +3         | 10     |
| 2   | Club Olimpia (C)        | 6           | 3           | 1           | 2           | 13         | 12         | +1         | 10     |
| 3   | CA Boca Juniors (D)     | 6           | 3           | 0           | 3           | 11         | 7          | +4         | 9      |
| 4   | CR Vasco da Gama (E)    | 6           | 2           | 3           | 1           | 4          | 3          | +1         | 9      |
| 5   | Club Nacional de F. (B) | 6           | 3           | 0           | 3           | 10         | 14         | −4         | 9      |

### Knock-outfase
|  | Kwartfinale | Kwartfinale     | Kwartfinale               | Kwartfinale  | Kwartfinale |   |                                  | Halve finale | Halve finale | Halve finale | Halve finale | Halve finale |  |  | Finale (best-of-3) | Finale (best-of-3) | Finale (best-of-3) | Finale (best-of-3) | Finale (best-of-3) |
|  |             |                 |                           |              |             |   |                                  |              |              |              |              |              |  |  |                    |                    |                    |                    |                    |
|  | E1          | CA River Plate  | 1                         | 0            | 1           |   |                                  |              |              |              |              |              |  |  |                    |                    |                    |                    |                    |
|  | A1          | Cruzeiro EC     | 2                         | 2            | 4           |   |                                  |              |              |              |              |              |  |  |                    |                    |                    |                    |                    |
|  | A1          | Cruzeiro EC     | 2                         | 2            | 4           |   | A1                               | Cruzeiro EC  | 1            | 1            | 2            |              |  |  |                    |                    |                    |                    |                    |
|  |             |                 |                           |              |             |   | A1                               | Cruzeiro EC  | 1            | 1            | 2            |              |  |  |                    |                    |                    |                    |                    |
|  |             | A2              | CA San Lorenzo de Almagro | 0            | 1           | 1 |                                  |              |              |              |              |              |  |  |                    |                    |                    |                    |                    |
|  | A2          | A2              | CA San Lorenzo de Almagro | 0            | 1           | 1 | CA San Lorenzo de Almagro (n.s.) | 0            | 1            | 1 (2)        |              |              |  |  |                    |                    |                    |                    |                    |
|  | A2          |                 |                           |              |             |   | CA San Lorenzo de Almagro (n.s.) | 0            | 1            | 1 (2)        |              |              |  |  |                    |                    |                    |                    |                    |
|  | C1          | Racing Club     | 0                         | 1            | 1 (0)       |   |                                  |              |              |              |              |              |  |  |                    |                    |                    |                    |                    |
|  |             |                 |                           |              |             |   |                                  |              |              |              |              |              |  |  | A1                 | Cruzeiro EC        | 2                  | 1                  | 0                  |
|  |             |                 | B1                        | SE Palmeiras | 1           | 3 | 1                                |              |              |              |              |              |  |  |                    |                    |                    |                    |                    |
|  | B1          | SE Palmeiras    | 3                         | 1            | 4           |   |                                  |              |              |              |              |              |  |  |                    |                    |                    |                    |                    |
|  | D2          | CA Boca Juniors | 1                         | 1            | 2           |   |                                  |              |              |              |              |              |  |  |                    |                    |                    |                    |                    |
|  | D2          | CA Boca Juniors | 1                         | 1            | 2           |   | B1                               | SE Palmeiras | 2            | 1            | 3            |              |  |  |                    |                    |                    |                    |                    |
|  |             |                 |                           |              |             |   | B1                               | SE Palmeiras | 2            | 1            | 3            |              |  |  |                    |                    |                    |                    |                    |
|  |             | C2              | Club Olimpia              | 0            | 0           | 0 |                                  |              |              |              |              |              |  |  |                    |                    |                    |                    |                    |
|  | D1          | C2              | Club Olimpia              | 0            | 0           | 0 | CA Vélez Sarsfield               | 3            | 1            | 4            |              |              |  |  |                    |                    |                    |                    |                    |
|  | D1          |                 |                           |              |             |   | CA Vélez Sarsfield               | 3            | 1            | 4            |              |              |  |  |                    |                    |                    |                    |                    |
|  | C2          | Club Olimpia    | 4                         | 2            | 6           |   |                                  |              |              |              |              |              |  |  |                    |                    |                    |                    |                    |

### Kwartfinales
De wedstrijden werden gespeeld op 27-29 oktober (heen) en op 4-5 november (terug).
| Team 1                    | Tot.               | Team 2          | 1e wedstr. | 2e wedstr. |
| ------------------------- | ------------------ | --------------- | ---------- | ---------- |
| CA Vélez Sarsfield        | 4 - 6              | Club Olimpia    | 3 - 4      | 1 - 2      |
| CA River Plate            | 1 - 4              | Cruzeiro EC     | 1 - 2      | 0 - 2      |
| SE Palmeiras              | 4 - 2              | CA Boca Juniors | 3 - 1      | 1 - 1      |
| CA San Lorenzo de Almagro | 1 - 1 (2 - 0 n.s.) | Racing Club     | 0 - 0      | 1 - 1      |

### Halve finales
De wedstrijden van de eerste halve finale werden gespeeld op 10 en 17 november. De wedstrijden van de tweede halve finale vonden plaats op 19 november en 2 december.
| Team 1       | Tot.  | Team 2                    | 1e wedstr. | 2e wedstr.    |
| ------------ | ----- | ------------------------- | ---------- | ------------- |
| SE Palmeiras | 3 - 0 | Club Olimpia              | 2 - 0      | 1 - 0 (gest.) |
| Cruzeiro EC  | 2 - 1 | CA San Lorenzo de Almagro | 1 - 0      | 1 - 1         |

De wedstrijd tussen Club Olimpia en SE Palmeiras werd na 69 minuten gestaakt wegens wangedrag van de supporters. De tussenstand op dat moment (0 - 1) werd ook de eindstand.

### Finale
|                  |                                           |       |                  | |
| 16 december 1998 | Cruzeiro EC                               | 2 - 1 | SE Palmeiras     | Estadio Governador Magelhães Pinto, Belo Horizonte Toeschouwers: 40.000 Scheidsrechter: Sidrack Marinho (Brazilië) |
| 16 december 1998 | Marcelo Ramos 21' Fábio Júnior 90' (pen.) |       | 44' Roque Júnior | Estadio Governador Magelhães Pinto, Belo Horizonte Toeschouwers: 40.000 Scheidsrechter: Sidrack Marinho (Brazilië) |

|                  |                                     |       |                       | |
| 26 december 1998 | SE Palmeiras                        | 3 - 1 | Cruzeiro EC           | Estádio Palestra Itália, São Paulo Toeschouwers: 49.400 Scheidsrechter: Cláudio Cerdeira (Brazilië) |
| 26 december 1998 | Cléber 7' Oséas 54' Paulo Nunes 89' |       | 2' (pen) Fábio Júnior | Estádio Palestra Itália, São Paulo Toeschouwers: 49.400 Scheidsrechter: Cláudio Cerdeira (Brazilië) |

3-3 op basis van wedstrijdpunten, een beslissingsduel moest worden gespeeld.
|                  |              |       |             |                                                                               |
| 29 december 1998 | SE Palmeiras | 1 - 0 | Cruzeiro EC | Estádio Palestra Itália, São Paulo Scheidsrechter: Luciano Almeida (Brazilië) |
| 29 december 1998 | Arce 62'     |       |             | Estádio Palestra Itália, São Paulo Scheidsrechter: Luciano Almeida (Brazilië) |

| Winnaar Copa Mercosur 1998 |
| -------------------------- |
| SE Palmeiras 1e titel      |

## Kwalificatie Copa Mercosur 1999
Voor volgende editie zou van elk land de ploeg met de slechtste resultaten tijdens de groepsfase vervangen worden door de landskampioen van dat land. De overige vijftien deelnemers waren dus al zeker van deelname volgend jaar.
| Nr.            | Club                    | Land             | Wedstrijden | Wedstrijden | Wedstrijden | Wedstrijden | Doelpunten | Doelpunten | Doelpunten | Punten |
| -------------- | ----------------------- | ---------------- | ----------- | ----------- | ----------- | ----------- | ---------- | ---------- | ---------- | ------ |
| Nr.            | Club                    | Land             | G           | W           | G           | V           | V          | T          | Saldo      | Punten |
| Groepswinnaars |                         |                  |             |             |             |             |            |            |            |        |
| 1              | SE Palmeiras (B)        | Brazilië (1/7)   | 6           | 6           | 0           | 0           | 16         | 3          | +13        | 18     |
| 2              | Racing Club (C)         | Argentinië (1/6) | 6           | 4           | 2           | 0           | 9          | 4          | +5         | 14     |
| 3              | CA Vélez Sarsfield (D)  | Argentinië (2/6) | 6           | 3           | 2           | 1           | 7          | 6          | +1         | 11     |
| 4              | Cruzeiro EC (A)         | Brazilië (2/7)   | 6           | 3           | 1           | 1           | 15         | 7          | +8         | 10     |
| 5              | CA River Plate (E)      | Argentinië (3/6) | 6           | 2           | 3           | 1           | 8          | 7          | +1         | 9      |
| Nummers 2      |                         |                  |             |             |             |             |            |            |            |        |
| 6              | CA San Lorenzo (A)      | Argentinië (4/6) | 6           | 3           | 1           | 2           | 11         | 8          | +3         | 10     |
| 7              | Club Olimpia (C)        | Paraguay (1/2)   | 6           | 3           | 1           | 2           | 13         | 12         | +1         | 10     |
| 8              | CA Boca Juniors (D)     | Argentinië (5/6) | 6           | 3           | 0           | 3           | 11         | 7          | +4         | 9      |
| 9              | CR Vasco da Gama (E)    | Brazilië (3/7)   | 6           | 2           | 3           | 1           | 4          | 3          | +1         | 9      |
| 10             | Club Nacional de F. (B) | Uruguay (1/2)    | 6           | 3           | 0           | 3           | 10         | 14         | −4         | 9      |
| Nummers 3      |                         |                  |             |             |             |             |            |            |            |        |
| 11             | CR Flamengo (D)         | Brazilië (4/7)   | 6           | 3           | 0           | 3           | 7          | 8          | −1         | 9      |
| 12             | Grêmio FBPA (E)         | Brazilië (5/7)   | 6           | 2           | 1           | 3           | 10         | 9          | +1         | 7      |
| 13             | São Paulo FC (A)        | Brazilië (6/7)   | 6           | 2           | 1           | 3           | 8          | 12         | −4         | 7      |
| 14             | CA Independiente (B)    | Argentinië (6/6) | 6           | 2           | 0           | 4           | 12         | 15         | −3         | 6      |
| 15             | SC Corinthians (C)      | Brazilië (7/7)   | 6           | 1           | 2           | 3           | 7          | 8          | −1         | 5      |
| Nummers 4      |                         |                  |             |             |             |             |            |            |            |        |
| 16             | CSD Colo-Colo (A)       | Chili (1/3)      | 6           | 2           | 1           | 3           | 5          | 12         | −7         | 7      |
| 17             | CD Univ. Católica (E)   | Chili (2/3)      | 6           | 1           | 3           | 2           | 6          | 9          | −3         | 6      |
| 18             | Club Cerro Porteño (D)  | Paraguay (2/2)   | 6           | 1           | 2           | 3           | 9          | 13         | −4         | 5      |
| 19             | CA Peñarol (C)          | Uruguay (2/2)    | 6           | 0           | 3           | 3           | 6          | 11         | −5         | 3      |
| 20             | Club Univ. de Chile (B) | Chili (3/3)      | 6           | 1           | 0           | 5           | 7          | 13         | −7         | 3      |

Copa Merconorte: 1998 · 1999 · 2000 · 2001

Copa Mercosur: 1998 · 1999 · 2000 · 2001